# Französische Badmintonmeisterschaft 2024
Die Französische Meisterschaft 2024 im Badminton fand vom 2. bis zum 4. Februar 2024 in Fos-sur-Mer statt. Es war die 75. Austragung der nationalen Titelkämpfe im Badminton in Frankreich.

## Medaillengewinner
| Disziplin    | Gold                           | Silber                          | Bronze                        |
| ------------ | ------------------------------ | ------------------------------- | ----------------------------- |
| Herreneinzel | Christo Popov                  | Toma Junior Popov               | Arnaud Merklé                 |
| Herreneinzel | Christo Popov                  | Toma Junior Popov               | Alex Lanier                   |
| Dameneinzel  | Léonice Huet                   | Rosy Pancasari                  | Anna Tatranova                |
| Dameneinzel  | Léonice Huet                   | Rosy Pancasari                  | Malya Hoareau                 |
| Herrendoppel | Julien Maio William Villeger   | Christo Popov Toma Junior Popov | Lucas Corvée Ronan Labar      |
| Herrendoppel | Julien Maio William Villeger   | Christo Popov Toma Junior Popov | Fabien Delrue Eloi Adam       |
| Damendoppel  | Margot Lambert Anne Tran       | Elsa Jacob Camille Pognante     | Téa Margueritte Flavie Vallet |
| Damendoppel  | Margot Lambert Anne Tran       | Elsa Jacob Camille Pognante     | Sharone Bauer Emilie Vercelot |
| Mixed        | Tom Lalot-Trescarte Elsa Jacob | Eloi Adam Sharone Bauer         | Maël Cattoen Emilie Vercelot  |
| Mixed        | Tom Lalot-Trescarte Elsa Jacob | Eloi Adam Sharone Bauer         | Lucas Renoir Téa Margueritte  |